# Multiplex 4
Multiplex 4 byl jednou ze čtyř celoplošných vysílacích sítí DVB-T v České republice. Tato síť byla jako jediná v ČR schopna šířit i signál regionálního televizního vysílání na území jednotlivých vyšších územně samosprávných celků (krajů), jelikož má podle nich rozdělené kanály.  27.1.2012 byla práva ke kmitočtům a obsahu sítě převedena na společnost Digital Broadcasting s.r.o. podnikatele a hudebníka Radima Pařízka.  
Od července 2017 se postupně realizuje přechod této zemské digitální televizní sítě na standard zemského vysílání DVB-T2 (v souladu s Technickým Plánem Přechodu, který byl schválen vládou ČR), prostřednictvím Přechodové sítě 13. 
Od 8. ledna 2020 do 30. září 2020 byla síť postupně vypínána a nahrazována DVB-T2 multiplexem 24.

## Televizní programy
| Programy             | logo |
| -------------------- | ---- |
| Nova Fun             |      |
| Nova Gold            |      |
| Nova Action          |      |
| Prima Comedy Central |      |
| TV Relax             |      |
| TV Rebel             |      |
| JOJ Family           |      |

| Regionální televizní programy | Region                |
| ----------------------------- | --------------------- |
| JIHOČESKÁ TELEVIZE            | Jihočeský             |
| TV ZAK                        | Plzeňský, Karlovarský |
| rtm plus Liberecko            | Liberecký             |
| V1                            | Východní Čechy        |
| Info TV Brno a Jižní Morava   | Jihomoravský          |
| TV MORAVA                     | Olomoucký             |
| POLAR HD                      | Moravskoslezský       |
| TV Slovácko                   | Zlínský               |

## Pokrytí signálem
Multiplex 4 před vypínáním DVB-T šířil signál z celkem 65 lokalit a pokrýval 95,8 % obyvatelstva ČR. 

## Technické parametry sítě
Multiplex 4 vysílal s následujícími technickými parametry:
| Standard | ID sítě | Vysílací mód | Modulace datových nosných | Kódový poměr (FEC) | Ochranný interval | Přenosová rychlost |
| -------- | ------- | ------------ | ------------------------- | ------------------ | ----------------- | ------------------ |
| DVB-T    |         | 8K           | 64-QAM                    | 3/4                | 1/8               | 24,9 Mbit/s        |